# ビッグ・イナフ
『ビッグ・イナフ』（Big Enough）は、オーストラリアのシンガーソングライターであるキリン・J・カリナンの、オーストラリアの歌手アレックス・キャメロン、オーストラリアの口笛奏者モリー・ルイス、オーストラリアの歌手ジミー・バーンズをフィーチャーした2017年の楽曲である。
途中で挿入されるバーンズの叫び声がネットミームとなり、ミュージックビデオの当該箇所がバイラル化した。
カリナン、キャメロン、アーロン・カップルズによって作詞作曲され、カリナンとカップルズがプロデュースした。アメリカ合衆国のレコードレーベルであるテリブルから2017年11月24日にリリースされ、その前の8月16日にミュージックビデオを発表した。この楽曲は、2017年6月9日にリリースされたアルバム『ブラバド』に収録されている。

## 背景
カリナンは『アンザー・ザ・レーダー』誌のインタビューで、バーンズの叫び声を楽曲に組み込みたかったと述べ、叫び声だけが収録された複数の音声ファイルをバーンズからメールで受け取ったと語った。
Webメディアの『ペデストリアン』は、この楽曲を「『スノーリバー』と『ブロークバック・マウンテン』とマカロニ・ウェスタン映画を混ぜたような曲」と評した。

## ミュージックビデオ
この楽曲のミュージックビデオは、2017年8月にシングルのリリースを前にして発表された。ダニー・コーエンが監督し、古い西部劇を模したものになっている。カリナンとキャメロンが演じる対立するカウボーイが、違いを乗り越えて、世界は我々全員にとっては十分広いと受け入れる。
モリー・ルイスが空に向かって口笛を吹くシーンの後、空に半透明の叫ぶジミー・バーンズが現れる。

## ネットミーム
この楽曲は、2017年10月までにネットミームとなった。この楽曲はバーンズの叫び声が使われており、ミュージックビデオでも叫ぶバーンズの姿が登場する。多くのネットミームでは、バーンズの叫び声とその姿が、他の様々な映像作品の中に登場する。2025年、日清食品のカップヌードルのCM「叫ぶおじさん」篇でこの楽曲が使用された。
バーンズは、叫び声の収録について、「5分間バンシーのように叫んだ」とコメントしている。

## 担当
- キリン・J・カリナン（英語版） - ボーカル、アコースティック・ギター、エレクトリック・ギター、プロデュース、作詞作曲
- アーロン・カップルズ（英語版） - キーボード、クワイアシンセ、編曲、プログラミング、プロデュース、作詞作曲
- アレックス・キャメロン（英語版） - ボーカル、作詞作曲
- モリー・ルイス（英語版） - 口笛
- ジミー・バーンズ（英語版） - 叫び声
- ジョン・カービー - ピアノ

## 受賞
| 年   | 賞        | 部門                               | 受賞者      | 結果       | 出典   |
| ---- | --------- | ---------------------------------- | ----------- | ---------- | ------ |
| 2017 | Jアワード | Australian Music Video of the Year | Danny Cohen | ノミネート | [ 12 ] |